# Лі Морган
Лі Мо́рган (англ. Lee Morgan), повне ім'я Е́двард Лі Мо́рган (англ. Edward Lee Morgan; 10 липня 1938, Філадельфія, Пенсільванія — 19 лютого 1972, Нью-Йорк) — американський джазовий трубач.

## Біографія
Народився 10 липня 1938 року в Філадельфії, штат Пенсільванія. У віці 14 років сестра подарувала йому трубу. Брав приватні уроки гри на трубі та навчався в Технічній школі ім. Мастбаума. Зазнав впливу Кліффорда Брауна. Починаючи з 1953 року грав у місцевих гуртах з басистом Спенкі ДеБрестом.
Після закінчення навчання в школі у 1956 році, Морган разом з ДеБрестом отримали можливість виступати в гурті The Jazz Messengers Арта Блейкі, з яким часто концертували у Філадельфії. Того ж року Діззі Гіллеспі найняв Моргана до свого біг-бенду для заміни Джо Гордона. У листопаді 1956 року записав свою першу сесію як соліст Indeed! на лейблі Blue Note і упродовж наступних місяців також записувався на Savoy і Specialty, часто працював з Генком Моблі та Бенні Голсоном. Пізніше у 1957 році взяв участь як сайдмен в записі класичного альбому Джона Колтрейна Blue Train, також грав із Джиммі Смітом.
У 1958 році випустив на Blue Note свій класичний альбом Candy, що включав в освновному джазові стандарти, який був схвально зустрічений критиками. У 1958 році біг-бенд Гіллеспі розпався, і Морган приєднався до третього складу «Jazz Messengers» Арта Блейкі, наступного року дебютувавши на класичному альбомі Moanin'. У 1960 році записав як соліст декілька альбомів на Vee Jay, Here's Lee Morgan і Expoobident, а також сесію для Blue Note того ж року, Leeway, в якій взяли участь учасники «Jazz Messengers». У 1961 році залишив «Jazz Messengers»; мав проблеми з наркотичною залежністю. Повернувся до рідного міста Філадельфії, аби побороти залежність, і на деякий час залишив музику, іноді працював з саксофоністом Джиммі Гітом у місцевих клубах. В «Jazz Messengers» його замінив Фредді Габбард, який також у підсумку став одним з провідних представників хард-бопу 1960-х.
У 1963 році повернувся до Нью-Йорка і записувався з музикантом-авангаридистом Blue Note Греченом Монкуром для дебютного альбому тромбоніста Evolution. Потім записав LP на Blue Note під назвою The Sidewinder, в якому взяв участь Джо Гендерсон. Заглавна композиція «The Sidewinder» стала хітом. Успіх синглу допоміг The Sidewinder альбом потрапити у Top 25 поп-чарту, і в Top Ten ритм-енд-блюзового чарту. Працював з власними гуртами. Продажі альбоми допомогли побороти фінансові труднощі лейблу Blue Note і врятували його від банкрутства. Тоді ж знову приєднався до «Jazz Messengers», в якому грав до 1965 року; тоді ж зміцнилось його партнерство з тенор-саксофоністом Вейном Шортером.
Убитий 19 лютого 1972 року на сцені нью-йоркського джазового клубу Slugs' своєю цивільною дружиною Гелен Мор. Моргану на той момент було 33 роки.

## Дискографія
- Introducing Lee Morgan (Savoy, 1956)
- Indeed! (Blue Note, 1957)
- Lee Morgan Sextet (Blue Note, 1957)
- Dizzy Atmosphere (Specialty, 1957)
- Lee Morgan Vol. 3 (Blue Note, 1957)
- City Lights (Blue Note, 1957)
- The Cooker (Blue Note, 1958)
- Candy (Blue Note, 1957)
- Peckin' Time (Blue Note, 1959)
- Here's Lee Morgan (Vee-Jay, 1960)
- Lee-Way (Blue Note, 1961)
- Expoobident (Vee-Jay, 1961)
- Take Twelve (Jazzland, 1962)